# Вања Вучићевић
Вања Вучићевић (Београд, 22. март 1998) српски је фудбалер. Игра на позицији нападача. Син је Небојше Вучићевића, бившег српског фудбалера.

## Каријера
Вучићевић је у млађим категоријама прво наступао за Дорћол и ОФК Београд, након чега је потписао стипендијски уговор са екипом Чукаричког. Као најбољи стрелац Омладинске лиге Србије, Вучићевић је био лиценциран за Чукарички током такмичарске 2015/16. у Суперлиги Србије али пошто је одбио да потпише професионални уговор са клубом није добио прилику да дебитује.
У јуну 2016. године потписао је свој први професионални уговор са Црвеном звездом. Дебитовао је за Црвену звезду 17. маја 2017. у 36. колу такмичарске 2016/17. на гостовању Јавору у Ивањици. Тадашњи тренер Бошко Ђуровски увео га је на терен у 71. минуту уместо Срђана Плавшића.  Наступио је затим и у последњем колу када је на Стадиону Рајко Митић гостовао Раднички из Ниша. Вучићевић је меч почео као стартер, у нападачком тандему са Ричмондом Боаћијем, али је замењен на полувремену.
У августу 2017. прослеђен је на једногодишњу позајмицу у чачански Борац. Након само два наступа за Борац, Вучићевић се повредио па није наступао до краја календарске 2017. године. По завршетку првог дела сезоне споразум о позајмици је раскинут и Вучићевић се вратио у Црвену звезду. Недуго затим прослеђен је на позајмицу у суботички Спартак. У дресу Спартака наступио је само једном, 5. маја 2018, у поразу 4 : 0 од Црвене звезде у Београду. Тада је на терен ушао у 85. минуту уместо Огњена Ђуричина. По завршетку сезоне вратио се у Црвену звезду и појавио се на првој прозивци тренера Владана Милојевића 11. јуна 2018. године. Након што је изостављен са списка путника за припреме на Златибору, Вучићевић је споразумно раскинуо уговор са Црвеном звездом 19. јуна 2018. године.
У августу 2018. потписао је једногодишњи уговор са руском премијерлигашком екипом Крила Совјетов. Након сезоне у Русији, у којој је ретко добијао шансу, Вучићевић се вратио у српски фудбал и потписао уговор са београдским Синђелићем. Забележио је 10 наступа за Синђелић током првог дела такмичарске 2019/20. у Првој лиги Србије. У августу 2020. потписао је за суперлигаша Инђију. За Инђију није ни дебитовао након чега је у наставку каријере наступао у српсколигашима Звездари и Телеоптику. У првом делу сезоне 2022/23. наступао је за Македонију Ђорче Петров у македонској Првој лиги. Након тога је био играч Братства из Грачанице у Првој лиги Федерације БиХ. Током пролећа 2024. наступао је за Будућност из Добановаца у Српској лиги Београд. У јулу исте године потписао је за црногорског друголигаша Рудар из Пљеваља.